# Manazir Ahsan Gilani
Œuvres principales
Tadwin-e-Hadith
Muqaddama Tadwin-e-Fiqh
Sawanih Qasmih
Manazir Ahsan Gilani né le 1er octobre 1892 à Nâlânda, au Bihar, aux Indes britanniques et y décédé le 5 juin 1956 était un érudit islamique de l'école de pensée Deobandi, qui est l'une des principales écoles islamiques du sous-continent indien. Il a produit des livres remarquables comme Tadwin-e-Hadith, Muqaddama Tadwin-e-Fiqh et Sawanih Qasmih.

## Jeunesse et éducation
Manazir Ahsan Gilani est né le 1er octobre 1892 à Gilani, un petit village du district de Nalanda dans l'État de Bihar Son éducation élémentaire était à la maison, puis il est resté à Tonk, au Rajasthan pendant six ans à étudier sous le Maulana Syed Hakeem Barakaat Ahmad. Par la suite, il fut admis à Darul Uloom Deoband, une université islamique indienne, et étudia Boukhari et Tirmidhi sous Shaikhul Hind ,Maulana Mahmud al-Hasan (en) et accepta également Shaikhul Hind comme son mentor spirituel. Il a étudié le musulman sous Maulana Anwar Shah Kashmiri (en). Ses autres professeurs à Darul Uloom Deoband incluent : Maulana Shabbir Ahmad Usmani, Mufti Azizur Rahman Usmani, Maulana Habibur Rahman Usmani et Maulana Syed Ashghar Hussain Deobandi (en).

## Carrière
Maulana Gilani a été nommé doyen de la Faculté de théologie de l'université d'Osmania où il a rendu des services académiques pendant environ 25 ans. Parmi ses élèves notables, mentionnons Muhammad Hamidullah et Ghulam Ahmad Rabbani,.

## Héritage
L'Institute of Objective Studies, à New Delhi a organisé une conférence nationale de deux jours sur la vie et les contributions de Maulana Manazir Ahsan Gilani au A.N. Sinha Institute of Social Studies, à Patna les 1eret 2 décembre 2018.

## Mort
Maulana Manazir Ahsan Gilani souffre de problèmes cardiaques depuis le 9 novembre 1953. Après une deuxième crise cardiaque en mars 1954, il a été transféré à l'hôpital de Patna et a été soigné par le célèbre chirurgien cardiaque Dr Ahmad Abdul Hayy de Patna. Maulana Gilani n'avait pas le droit d'écrire et de lire. Il mourut le 5 juin 1956 dans sa ville natale de Gilani, au Bihar. Sa prière funèbre a été dirigée par Maulana Sayyad Faseeh Ahmad Asthanwi,.